# Martha Dewachter
Martha De Wachter (Antwerpen, 29 september 1919 – Beveren, maart 2016) was een Vlaams actrice. Ze speelde zowel voor toneel als voor film en tv.
Dewachter was gehuwd met operazanger, schrijver en kunsthistoricus Mark Tralbaut (1902-1976), stichter van het Van Gogh-Archief in Antwerpen. Zij speelde in 1959-1960 een rol in zijn toneelstuk In de schaduw van de raven over Vincent van Gogh.

## Belangrijke rollen
- De Witte van Sichem (1980) -  Rozelien
- De Paradijsvogels (1979, tv) - Aspasie Speydonck
- Merijntje Gijzen  (1974, tv) - pastoorsmeid Jans
- De vorstinnen van Brugge (1972, tv)
- Louisa, een woord van liefde (1972) - boerin
- Wij, Heren van Zichem (1969, tv) - Rozelien
- De Filosoof van Haeghem (1967, tv)
- Jeroom en Benzamien (1966, tv) - Victorine